# حسن کامکار
حسن کامکار (به کردی:حەسەن کامکار) (۱ فروردین ۱۳۰۲، سنندج - ۲۴ اردیبهشت ۱۳۷۱)، موسیقی‌دان، آهنگساز، نوازندهٔ ویولن و بنیان‌گذار گروه موسیقی کامکارها بود.

## زندگی
حسن کامکار، با نامِ اوّلیهٔ حسن سوری، در اوّل فروردینِ سالِ ۱۳۰۲ در سنندج به دنیا آمد.
از اوان کودکی به موسیقی علاقه داشت. او اولین بار با خرید «سه‌تار» از نوازنده‌ای نابینا به نام «علی‌خان» و نواختن آن، به دنیای موسیقی گام نهاد. در دوازده سالگی در مدرسهٔ «موزیک نظام» استخدام شد.
حسن کامکار در سن ۱۷ سالگی با سازهای سنتی و به‌ویژه ویولون آشنا شد و چون در ارتش سلفژ را فرا گرفته بود، این ساز را بدون استاد و با استفاده از نت‌ها و ردیف‌های چاپ شده از ابوالحسن صبا تمرین کرد. او تمام سازهای ایرانی از قبیل سنتور، تار، سه‌تار و کمانچه را بدون استاد فرا گرفت و نیز می‌توانست به راحتی این سازها را کوک کند که نشان‌دهندهٔ استعداد بسیار زیاد وی است.

## فعالیت‌ها
در سال ۱۳۴۰، اولین «هنرستان موسیقی کردستان» را با حمایت وزارت فرهنگ آن زمان تأسیس کرد و در حدود سال‌های ۱۳۴۶ تا ۱۳۴۷ توانست چهار «گروه موسیقی» تشکیل دهد که یک گروه از آنان گروه بانوان و یک گروه دیگر کودکان بودند. وی برای این گروه‌ها قطعاتی می‌ساخت و به تمرین با آنان می‌پرداخت که حجم فعالیت‌های موسیقی در این کانون گسترش یافت و صاحب سه ارکستر شد. همچنین وی مسؤولان وقت را وادار به تأسیس «هنرستان عالی موسیقی» کرد. این گروه‌ها تا اوایل انقلاب نیز فعالیت داشتند.
حسن کامکار سالیان درازی را به جمع‌آوری و تدوین و ساختن آهنگ و نغمه و ترانه‌های فولکلور کردی و نت‌نویسی موسیقی پرداخت. وی بیش از ۴۰۰ قطعه و ترانه ساخت.
حسن کامکار باعث شد تا مردم کردستان به موسیقی علاقه پیدا کرده و جو سنگینی که حاکم بود از بین برود. علاقه وی به توسعه و بسط این هنر بود و در واقع به همت وی فرزندانش را علاقه‌مند کرد تا جایی که آنها در این عرصه به فعالیت‌های چشمگیری دست پیدا کردند.
او دارای ۸ فرزند نوازنده یا آهنگساز است که عبارتند از: هوشنگ، بیژن، پشنگ، قشنگ ، ارژنگ، ارسلان، اردشیر و اردوان را می‌توان نام برد.

## گروه کامکارها
وی بنیان‌گذار گروه کامکارها است. نخستین ارکستر خانوادگی کامکارها در سال ۱۳۴۴ شکل گرفت که در آن کنسرت، حسن کامکار، ویولون می‌نواخت، قشنگ می‌خواند، پشنگ و ارژنگ، سنتور و جاز می‌نواختند و هوشنگ کامکار هم به اتفاق بیژن با آکاردئون گروه را همراهی می‌کرد.
پس از اینکه اردشیر و ارسلان با گذر از دوران کودکی وارد گروه شدند، در سال ۴۹ آنها یک ارکستر نیمه حرفه‌ای تشکیل دادند.
بعدها گروه کامکارها همراه با محمد رضا لطفی، پرویز مشکاتیان و حسین علیزاده، هستهٔ اولیهٔ گروه‌های شیدا و عارف را بنیان گذاردند و اولین کنسرت‌ها را هم در اوایل انقلاب، اجرا کردند.

## درگذشت
حسن کامکار در سال ۱۳۷۱ چشم از جهان فروبست.